# Itáliai Királyság (1805–1814)
Az Itáliai Királyság (olaszul Regno Italico vagy Regno d'Italia) 1805–1814 között fennállt történelmi állam Észak-Itáliában, a Francia Császárság csatlós állama, amelyet I. Napóleon francia császár hozott létre a megszüntetett Itáliai Köztársaság helyén 1805. március 17-én. Államformája alkotmányos monarchia volt, fővárosa Milánó. Uralkodójává Napóleont koronázták, aki alkirállyá saját nevelt fiát, Eugène de Beauharnais marsallt nevezte ki. 1805–1813 között az Itáliai Királyság hadereje Napóleon oldalán vett részt a koalíciós háborúkban. Az állam Napóleon lemondásáig, 1814. április 11-éig állt fenn.

## Története

### Előzményei
Bonaparte Napóleon tábornok az első koalíciós háború után, az itáliai hadjárat során elfoglalt feudális fejedelemségekből francia „testvérköztársaságokat” hozott létre. Amikor 1799-ben Bonaparte tábornok a Francia Köztársaság Első Konzulja lett, a csatlós köztársaságokra is autoriter alkotmányokat erőltetett. Az Észak- és Közép-Itália nagy részét magában foglaló Ciszalpin Köztársaságból 1802-ben – francia mintájú konzuli kormányzati rendszerrel – létrehozta az Itáliai Köztársaságot, amelynek köztársasági elnökévé önmagát kiáltatta ki. 1804-ben Bonaparte tábornok I. Napóleon néven a franciák császára lett, és hozzákezdett, hogy a csatlós köztársaságokat is monarchiákká szervezze át.
1804-ben a napóleoni Itáliai Köztársaság magában foglalta az első koalíciós háborúban (1797-ben) elfoglalt Milánói Hercegséget (Lombardiát), a Modenai Hercegséget, a Graubündentől elszakított Veltlin (Valtellina) tartományt Bormióval és Chiavennával együtt. 1805-ben a pozsonyi békeszerződés értelmében az Itáliai Királyság Ausztriától megkapta a Velence területét, Dalmáciát és Isztriát. 1807-ben a Francia Császárság annektálta a szekularizált pápai államot és Toszkánát. A pápai államról leválasztott Marche tartomány egy részét (Urbinót, Anconát és Maceratát) az Itáliai Királysághoz csatolták. 1809-ben a schönbrunni békeszerződés értelmében az Itáliai Királyság megkapta Tirol déli részét is, az Etsch (Adige) folyóig).

### Kikiáltása
Az Itáliai Királyság 1805. március 17-én jött létre, amikor I. Napóleon francia császár, az Itáliai Köztársaság elnöke császári proklamációban bejelentette az Itáliai Köztársaság átalakulását Itáliai Királysággá. Önmagát Itália királyává, nevelt fiát, Eugène de Beauharnais marsallt – a császárné első házasságából való fiát – Itália alkirályává nyilvánította. Napóleon vakon megbízott Eugène-ben, akiről nem tételezett fel ellene irányuló politikai ambíciókat. 1805. május 26-án Napóleont a milánói székesegyházban Lombardia ősi vaskoronájával ünnepélyesen Itália királyává koronázták.
1805-ben, a harmadik koalíció elleni háborúban Napóleon hadai az ulmi csatában (október 16–19-én) és az austerlitzi csatában (december 2-án) vereséget mértek az osztrák császári haderőre. Ennek nyomán december 26-án aláírták a pozsonyi békeszerződést, az Osztrák Császárság lemondott Görz és Velence tartományokról. Ezeket Napóleon betagolta az Itáliai Királyságba. Délen, Massa, Carrara és Garfagnana hercegségeit átcsatolták a Lucca és Piombino Hercegségekhez.

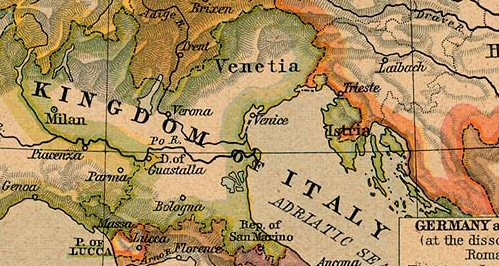
Az Itáliai Királyság térképe, Isztriával és Dalmáciával együtt, 1805–1809.
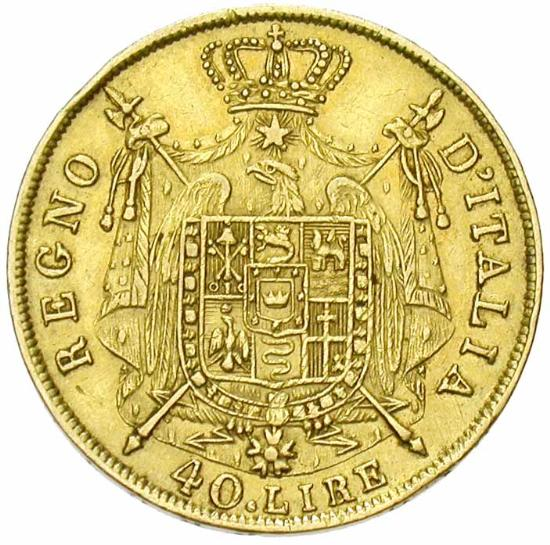
Az Itáliai Királyságban vert 40 lírás pénzérme (1812) hátoldala, előoldalán I. Napóleon portréja szerepelt.
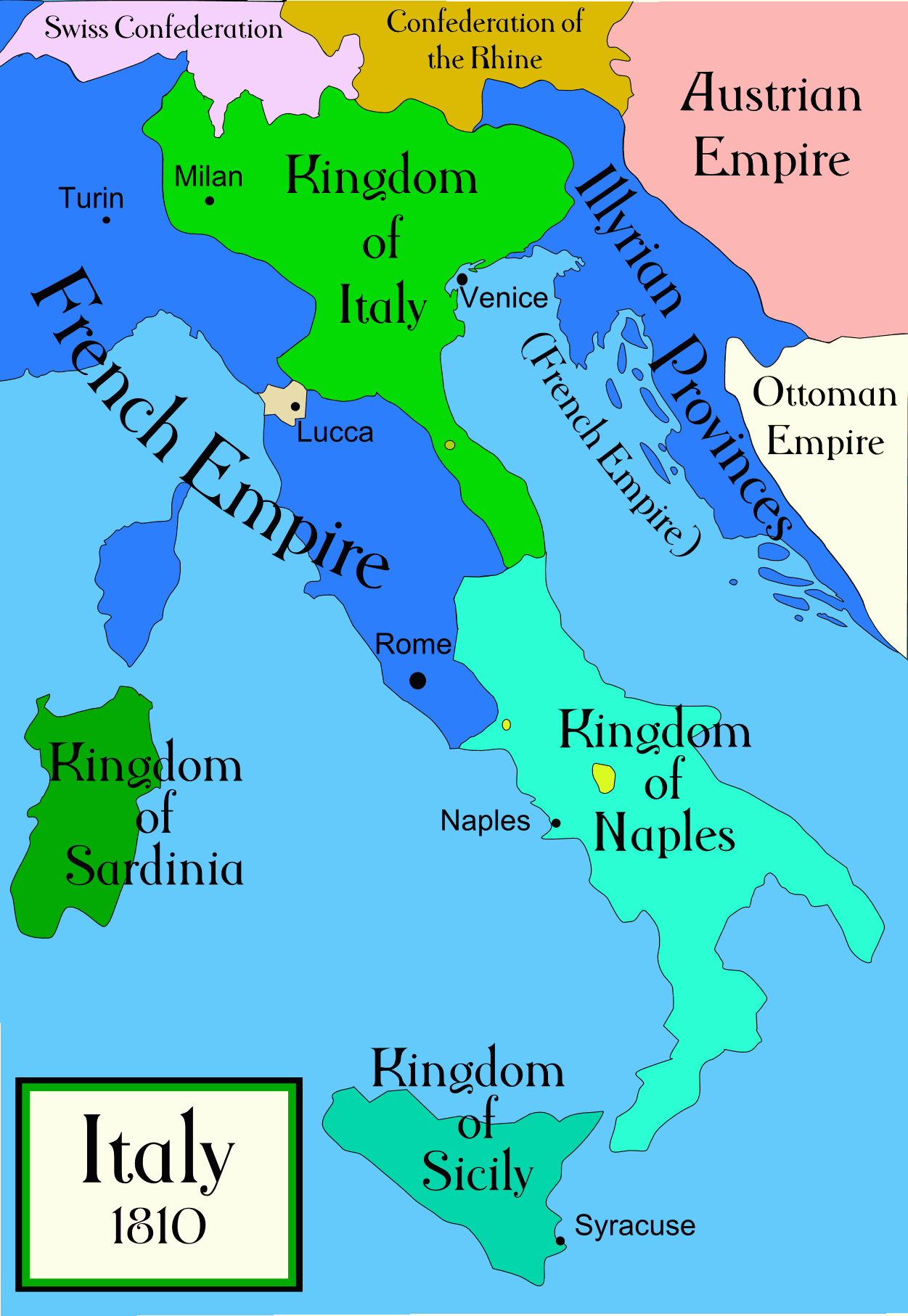
Itália államai 1810-ben.
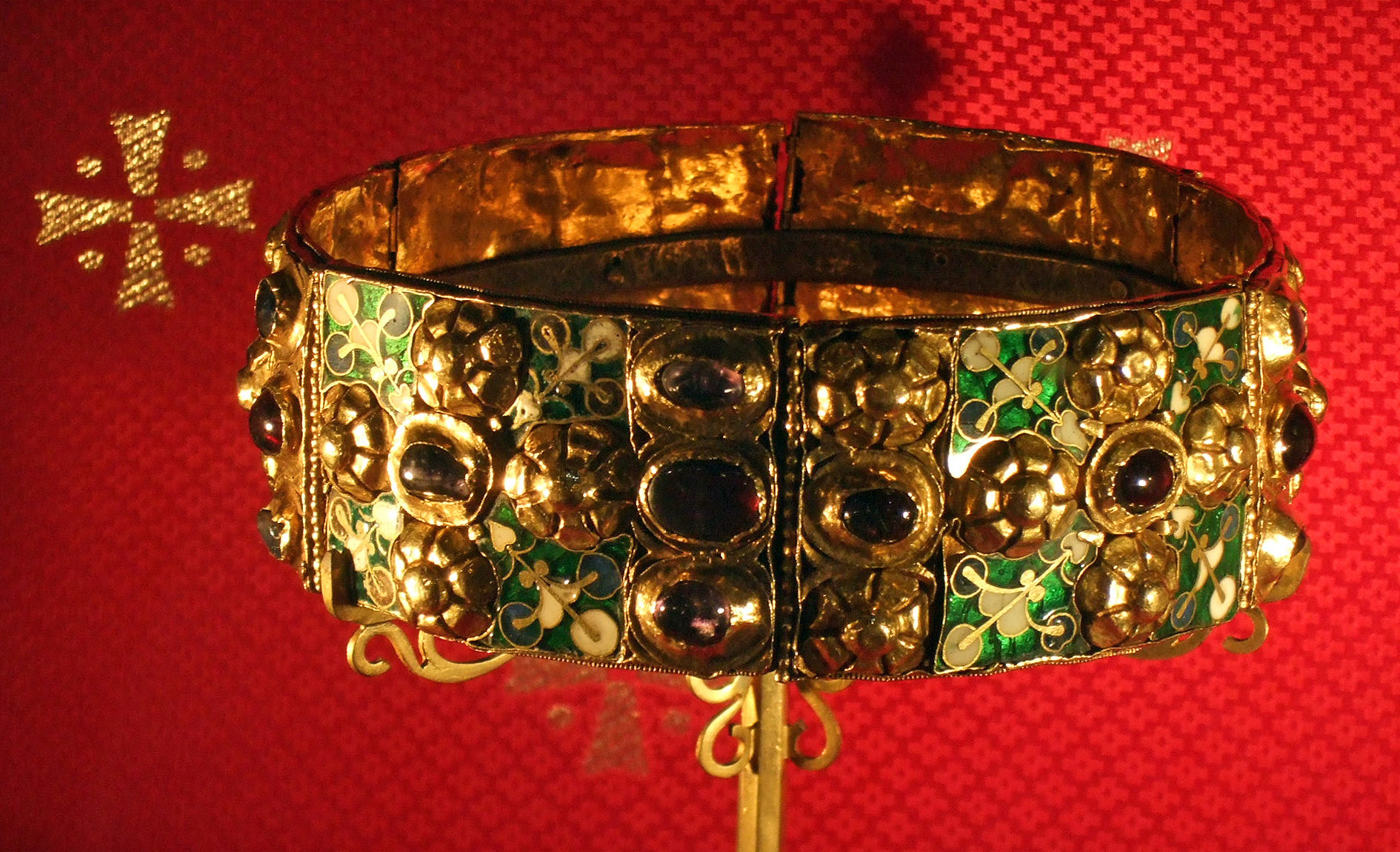
Lombardia vaskoronája, amivel Napóleont megkoronázták.

### Területi változások
1805–1809 között Napóleon tovább növelte az Itáliai Királyság területét. 1807 novemberében annektálta Friuli egyrészét, Görz grófságot és az Isonzó völgyét. 1808 januárjában megszerezte a Raguzai Köztársaságot, ezzel az Itáliai Királysághoz került Isztria és Dalmácia, le egészen Cattaróig. 1808 májusában annektálta a Pápai Állam maradványait, a teljes Marche tartományt, Toszkánát, Parmát és Piacenzát, júniusban a bajoroktól elvett Dél-Tirolt és Trient tartományt. (1809 októberében Napóleon megalakította a Francia Császárság részét képező Illír tartományokat Laibach (Ljubljana) székhellyel, ekkor ezeket az adriai tartományokat ide átcsatolta). Az Itáliai Királyságot francia mintára megyékre (dipartimenti) osztották fel. Legnagyobb kiterjedésekor, 1812-ben 24 megyéből állt.

### Hadereje
Az Itáliai Királyság ténylegesen csatlós állam volt, erőforrásait a Francia Császárság aknázta ki saját javára. Az itáliai köztársaságok és a Királyság fennállásának 17 éve alatt több, mint 200 000 lakost soroztak be az állam hadseregébe, amit viszont betagoltak a francia Nagy Hadseregbe (Grande Armée). Az itáliai csapattestek részt vettek Napóleon háborúiban, így az 1809-es győri csatában, vagy az 1812-es orosz hadjáratban is. Mintegy 125 000 Itáliában sorozott katona esett el ezekben a háborúkban, zömében az orosz fronton.
Az itáliai haderőt gyalogságból és lovasságból állt. A sorgyalogságot az Itáliai Köztársaságtól örökölt 5 sorezred alkotta, ezekhez 1805–1808 között még két királyi ezredet állítottak ki. A könnyű gyalogság 3 köztársasági ezredét 1811-ben egy negyedikkel egészítették ki. A Királyi Gárda (Guardia Reale) 2 (köztársaságból eredő) zászlóaljból, a gránátosokból (Granatieri) és a vadászokból (Cacciatori) állt, 1806–11 között ehhez megszerveztek még 6 velita (Velites) zászlóaljat. A lovasság az Itáliai Köztársaság idején megszervezett 2 dragonyos ezredből (Dragoni), és egy könnyű lovasezredből (Cacciatori a Cavallo), amelyhez 1808–1811 között további 3 ezredet szerveztek. A Királyi Gárda lovasságát (Guardia Reale) 2 dragonyos század és 5 lovas gárdaszázad alkotta.

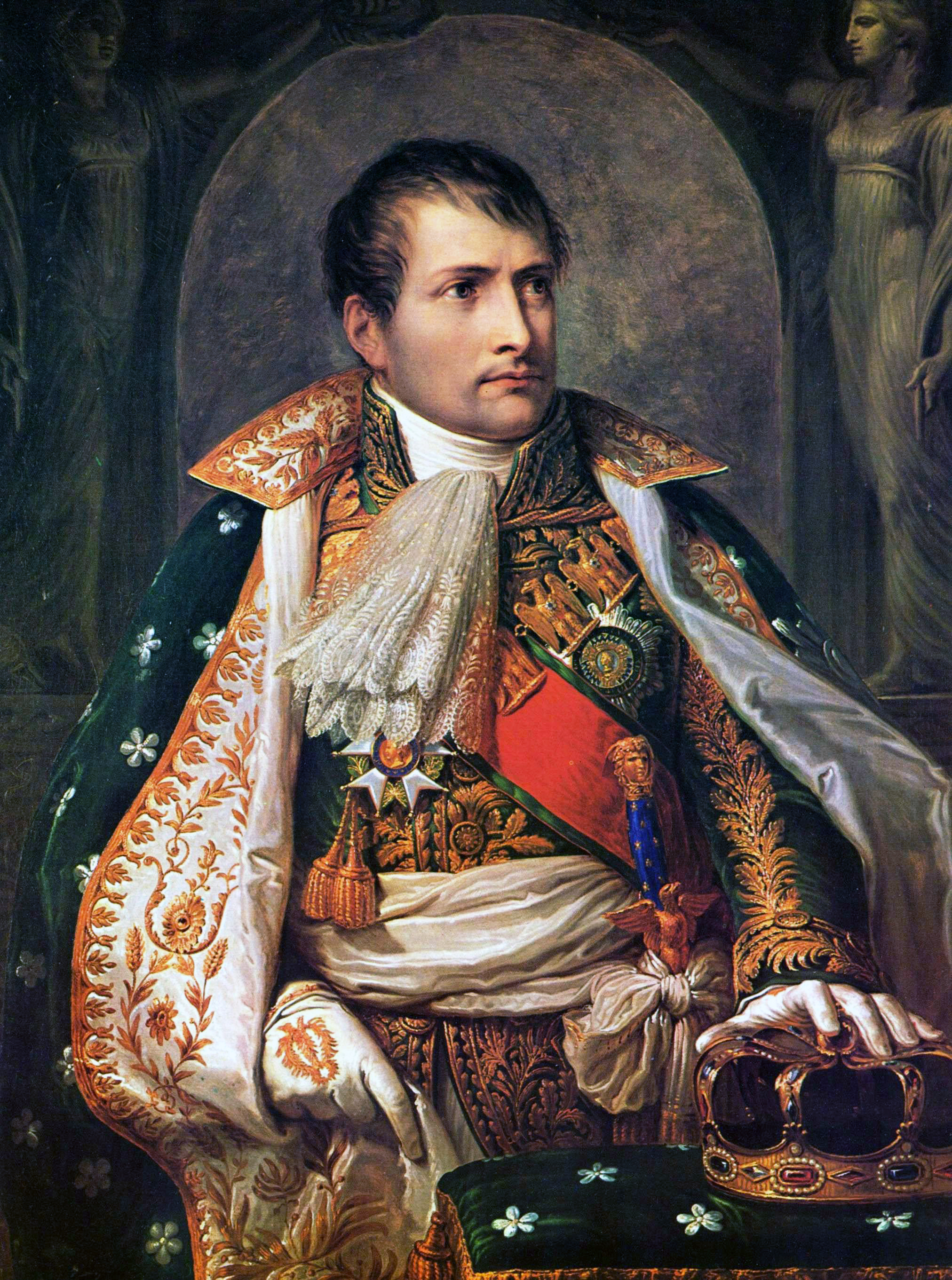
I. Napóleon francia császár, Itália királya
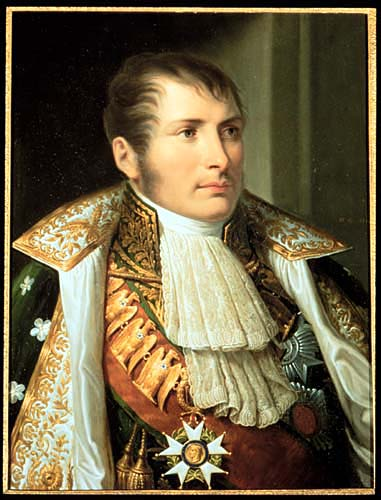
Eugène de Beauharnais herceg, alkirály
Eugène de Beauharnais alkirályi címere
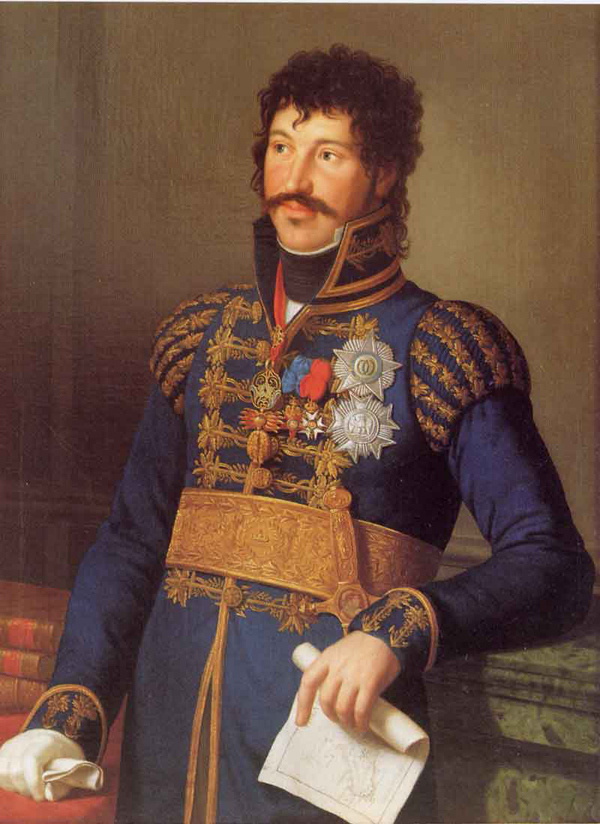
Joachim Murat, Nápoly királya
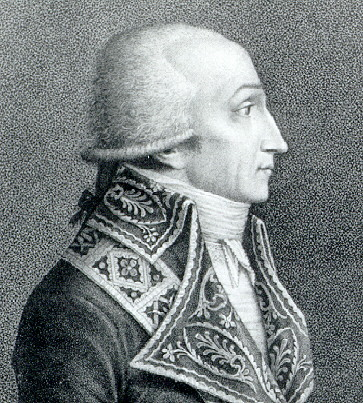
Francesco Melzi d’Eril szenátor

### A hatodik koalíció háborúja Itáliában
1812-ben Napóleon súlyosan megtépázott és kimerült haderővel tért vissza az oroszországi hadjáratból. Ellenfelei elérkezettnek látták az időt a leszámolásra, az Orosz Birodalom, Nagy-Britanniával, az Osztrák Császárság és a Porosz Királyság szövetségre léptek. Kitört a hatodik koalíciós háború. Az Osztrák Császárság új hadsereget szervezett Itália visszahódítására, Hiller tábornagy parancsnoksága alatt.
Eugène de Beauharnais alkirály – aki az itáliai királyi csapatokat vezette az oroszországi hadjáratban – Napóleon utasítására 1813. május 18-án visszatért Milánóba, hogy megszervezze az ellenállást. Az oroszországi hadjáratban elszenvedett súlyos vereségek dacára Eugène-nek sikerült kiállítania egy 45 000 fős itáliai hadsereget, amelynek élén 1813. augusztus 8-án Milánóból Isztria felé indult. Két héttel később Ausztria hadat üzent. Egy osztrák hadtest bevonult Dalmáciába, ostrommal bevette Raguza erődjét. Eugène de Beauharnais visszahúzódott az Isonzó folyó mögé.
A lipcsei csata és a Bajor Királyság átállása után Dél-Tirol felől is megindult egy osztrák hadtest, Fenneberg tábornagy parancsnoksága alatt. Novemberben az Etsch (Adige) folyóig jutottak, Eugène de Beauharnais visszavonult az Etsch mögé. Időt akart nyerni, hogy a várva várt erősítés – elsősorban Murat marsall lovassága, vele a Nápolyi Királyság hadserege megérkezhessen. Napóleon már a lipcsei csata másnapján elküldte Murat-t, hogy Nápolyban szervezzen haderőt, és azzal csatlakozzék Eugène de Beauharnais hadseregéhez.
A Napóleon kegyéből önállósult német államok sorra átálltak a koalíció oldalára, követve a bajorok példáját. A császár a francia Grande Armée veteránjain kívül gyakorlatilag csak itáliai csapataiban bízhatott, akiket lelkesített a Napóleon által megteremtett nagy olasz nemzetállam, és lelkesen harcoltak a gyűlölt Habsburgok és Bourbonok visszatérése ellen. Cesare Balbo író (1789–1853) így jellemezte az akkori helyzetet: „Ez nem volt valódi függetlenség, de még sohasem álltunk ilyen közel hozzá.”
Napóleon haditervet dolgozott ki Észak-Itália megtartására. Eugène de Beauharnais 25 000 főnyi hadseregének egyesülnie kellett Murat marsall hadseregével peschierai és mantovai erődökre támaszkodva szilárd védelmi állásokba vonul, Velence–Mestre, Legnago, Palmanova és Osoppo erődjeiben erős, 14 000 főnyi helyőrségeket hátrahagyva. A később Erődnégyszögnek (Quadrilatero) keresztelt erődlánc szinte bevehetetlen volt (bár Veronát 1801-ben a lunéville-i békeszerződés alapján éppen Bonaparte tábornok utasítására rombolták le). A velencei erődítményeket egy francia–olasz flotilla is erősítette, ilyennel az osztrákok nem rendelkeztek. A haditerv sikeresnek tűnt. A császár feltétlenül megbízott fogadott fiában és vejében, akik mindketten kiváló hadvezéri képességekkel rendelkeztek. 1813. november 1-jén Napóleon a Németországban állomásozó összes olasz hadosztályt is Itáliába küldte, és Eugène de Beauharnais keze alá rendelte.
Az osztrák csapatok megálltak az Etsch folyónál, nem bocsátkoztak harcba a francia–olasz haderővel. 1813 decemberében Bécs az Itáliai Hadsereg parancsnokává – Hiller tábornagy helyére – Bellegarde tábornagyot nevezte ki, aki augusztus óta a bécsi Haditanács (Hofkriegsrath) elnöke volt. Az itáliai lakosság rokonszenvének megnyerésére 1813. december 10-én Laval Nugent császári tábornok Ravennában proklamációt adott ki, amelyben egységes és független olasz nemzeti állam létrehozását ígérte. Kényes politikai helyzet alakult ki. A nyugati fronton megindult a koalíciós haderők offenzívája, Blücher tábornagy és Schwarzenberg herceg porosz–osztrák haderői 1814. január 1-jén átkeltek a Rajnán, és megindultak Párizs felé. Délen az osztrák hadvezetés nem kockáztathatta meg az offenzívát az Itáliai Királyság ellen még azelőtt, hogy a főerők Napóleont Franciaországban lemondatták volna. Egy esetleges kudarc módot adott volna Eugène de Beauharnais-nak, hogy a szövetségesek között politikai ellentéteket kihasználva eredményesen megakadályozza Lombardia és Velence visszacsatolását Ausztriához. Az osztrákok ígéretei hatástalanok maradtak, Eugène de Beauharnais továbbra is élvezte az itáliai lakosság rokonszenvét, a királyi haderőbe özönlöttek az önkéntesek. Murat csapataival egyesülve Eugène hadserege válságos helyzetbe hozhatta volna az itáliai osztrák hadsereget.

### Joachim Murat elpártolása
A katonai patthelyzetben az osztrák diplomácia más eszközökkel próbálkozott: politikai előnyöket ajánlott Napóleon két itáliai hadvezérének, hogy azok elárulják a császárt, és Ausztria oldalára álljanak. A bécsi udvar küldöttei Murat-nak a Nápolyi Királyságot ígérték, Eugène de Beauharnais számára pedig az Itália Királyságot Lombardiával, Emilia-Romagna és Marche tartományokkal (Veneto és Dél-Tirol tartományokra Bécs tartott igényt).
Eugène – a bajor királyi családba való benősülése ellenére – visszautasította Itália osztrák uralom alá jutását (1813. november 22). Egyfelől személyében hű maradt nevelőapjához, másfelől tudta: az itáliai királyi hadsereg jórészt francia tisztikara nem fog osztrák szolgálatban a hazája ellen harcolni. Ezzel szemben Murat Nápolyi Királyságára az osztrákok nem támasztottak területi igényt. Metternich neki ígérte egész Közép- és Dél-Itáliát, fel egészen a Pó folyóig. Murat elfogadta az osztrák ajánlatot, és 1814. január 11-én titkos szövetségi szerződést írt alá Ausztriával, kikötve, hogy csapatai Eugène de Beauharnais ellen nem harcolnak. Nyilvánosan Napóleont biztosította támogatásáról. 1814 január végén Murat újonnan toborzott csapataival megérkezett Bolognába. Egyik tábornoka, Giuseppe Lechi ellenőrzése alá vonta Toszkánát. Bolognában Murat bejelentette dezertálását, és csatlakozott Laval Nugent osztrák–szárd hadosztályához. Lechi tábornok átadta Livornót a brit flottának.
Murat elpártolását sokan látták előre. Francesco Melzi d’Eril január 21-én levélben értesítette Napóleont a titkos szerződésről, aki a maga részéről már január 17-én arra utasította Eugène de Beauharnais-t, hogy csapataival vonuljon Franciaországba, és hagyjon hátra erős helyőrségeket, ahogy Napóleon tette Németországban. Életében először Eugène megtagadta a császár parancsát, és nem mozdult.

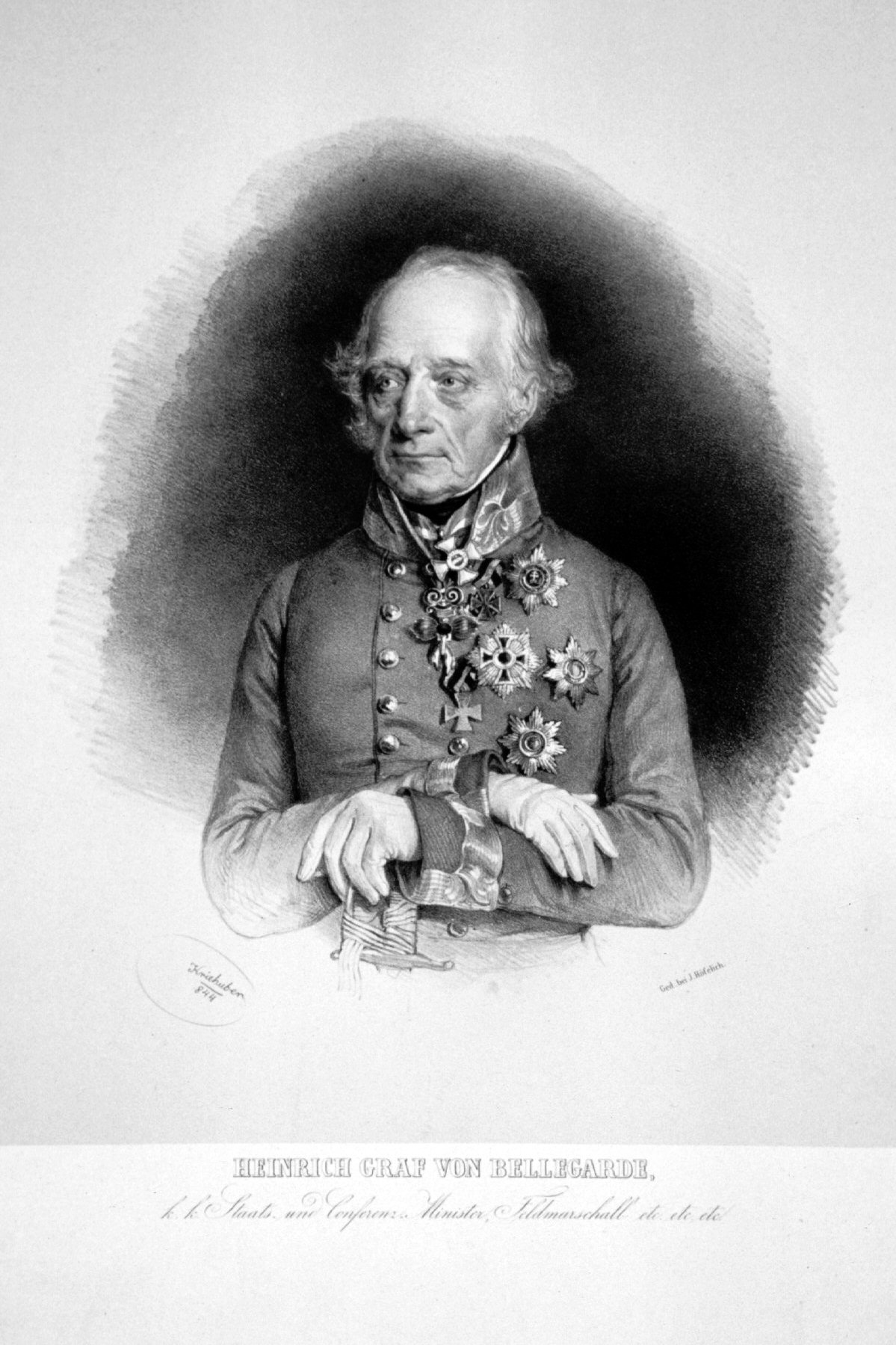
Heinrich von Bellegarde gróf, osztrák császári tábornagy (1757–1845)

### Az osztrák offenzíva kudarca
Eugène de Beauharnais 1814. február 1-jén értesült Murat bolognai proklamációjáról. Február 2-án az Itáliai Királyság és a Nápolyi Királyság megszakította a diplomáciai kapcsolatokat. Murat elpártolása nyomán Eugène-nek az Etsch mentén álló csapatait bekerítés fenyegette, ezért azonnali visszavonulást rendelt el. A francia és itáliai csapatok február 3–6. között a Mincio folyóig húzódtak vissza, feladva a védhetetlennek ítélt Veronát, ahová február 4-én bevonultak az osztrákok. A többi, épségben álló erődítményben helyőrségek maradtak hátra.
Párizs bevétele küszöbön állt. Bécs sürgette Bellegarde tábornagyot, indítson offenzívát, és foglaljon el minél több itáliai területet még Napóleon legyőzése előtt. Február 4-én Bellegarde jelentést kapott, hogy Eugène Cremona felé vonul vissza, fedezetül 2 hadosztályt hagyott a Minciónál, és egy helyőrséget Mantovában, de az osztrák hadoszlopok még február 6-án sem kezdték meg az átkelést az Etsch folyón. Február 7-én Eugène Bolognában találkozott Murat-tal. Egyezséget kötöttek, amely szerint Murat semmilyen körülmények között nem támadja meg Eugène francia és itáliai csapatait. Az alkirály háta ezzel biztosítva volt, teljes haderejével az osztrákok ellen fordulhatott.
A Mincio folyó mentén álló haderők 1814. február 8-án csaptak össze. A Mincio menti csatában mindkét fél mintegy 35 000 embert vetett be. Bellegarde tábornagy az egész fronton szétosztotta erőit, Eugène de Beauharnais marsall egyetlen ponton támadott, meglepve ellenfelét. Egy napon át tartó véres csatában az osztrákok olyan súlyos veszteségeket szenvedtek, hogy vissza kellett vonulniuk az Etsch folyó mögé, és a következő két hónapban nem is voltak képesek támadó hadművelet indítására. Eugène de Beauharnais stratégiai győzelmet aratott: visszavetette az osztrákokat Lombardia határától, és megtartotta Velence, Mantova, Legnago és Peschiera erődítményeit. Szinte érintetlenül megőrizte Észak-Itáliát.

### Átmentési kísérlet és politikai válság
1814. március 31-én az osztrák és porosz haderők elfoglalták Párizst, április 6-án Fontainebleau-ban Napóleon aláírta lemondását. A hír vételekor Venieri szenátor, a Szenátus elnöke április 17-ére Milánóba nemzetgyűlést hívott össze, hogy a lemondott Napóleon király helyett alkotmányos módon Eugène de Beauharnais alkirályt válasszák Itália törvényes uralkodójává.
Április 16-án Eugène időnyerés céljából megkötötte az osztrákokkal a schiarino–rizzinói fegyverszüneti egyezményt (Mantova közelében). Beleegyezett, hogy hazabocsátja francia egységeit, de az itáliai hadserege érintetlenül megmarad állásaiban. A kivonuló francia csapategységek által védett erődöket fel kellett adnia, így pl. a jól védhető Velencét az egyezmény értelmében április 25-én a francia helyőrség parancsnoka, Jean Mathieu Seras francia tábornok ellenállás nélkül átadta az osztrákoknak.
Április 17-én Eugène de Beauharnais alkirály proklamációt intézett a hadsereghez, amelyben elkötelezte magát Itália egységének megőrzése mellett. Tábornokai biztosították, hogy hűek maradnak hozzá és támogatják terveit.
A szenátus április 17-ére kitűzött ülése előtt a fővárosban politikai válság alakult ki, amely mögött Federico Confalonieri szenátor és olasz nemzeti liberális párthívei álltak.
A magukat „tisztavérű italiaiaknak” („italici puri”) nevező, franciaellenes érzelmű liberálisok a teljes függetlenség azonnali kivívását tűzték ki célul. Úgy hitték, számíthatnak a brit kormányra, amely a napóleoni örökség mielőbbi felszámolásában volt érdekelt, és bíztak az osztrák hadvezetőség szóvirágos proklamációiban, amelyek Itália szabadságának visszaállítását ígérték. Az Osztrák Császárságtól független uralkodót akartak elismertetni, a Toszkánai Nagyhercegségben tervezett megoldáshoz hasonlóan. Eugène de Beauharnais-ról úgy tartották, ő csak az osztrákok kegyelméből lehet király, és Itáliát Ausztria csatlósává süllyesztené. Ezt az álláspontot hirdette Murat is, akire az „italici puri” úgy tekintettek, mint jövendő királyukra, Eugène helyett.
A realisták két, egymással szembenálló csoportra oszlottak: Az osztrákbarát pártot a főnemesség és az egyház támogatta, ők az ancien régime helyreállítását kívánták. Képviselőjük Traversa ügyvéd volt. Terveik sikerre vitelében számíthattak Bellegarde tábornagy (meggyengült) hadseregére, és I. Ferenc osztrák császárra, aki mindenképpen meg akarta szüntetni az Itáliai Királyságot, a francia forradalom „szörnyszülöttjét”, amely az ő birodalmától elorzott területeken jött létre. A másik realista csoportot a Melzi d’Eril, Lodi hercege és Giuseppe Prina pénzügyminiszter köré tömörült franciabarát párt képezte, mögöttük az itáliai hadsereg vezetőivel, őket I. Sándor orosz cár, és a konzervatív brit kormány támogatta, akik szívesen láttak volna egy alkotmányos itáliai monarchiát, osztrák befolyás nélkül.
A Szenátusban a milánói olasz nemesség képviselői (dont Carlo Verri, Federico Confalonieri, Pino tábornok, Antonio Durini, Milánó podesztája, Alessandro Manzoni és mások) felhívást adtak ki, amelyben kétségbe vonták a szenátusi szavazás legitimitását, és a nagyobb létszámú elektori testületek (Collegi Elettorali) összehívását követelték, ami több hetet igényelt (volna).
Eugène de Beauharnais királlyá választásának terve népszerű volt az osztrák annexiót ellenző lakosság között. Eugène kezében volt a hadsereg és a csendőrség. A hatalomátvétel terve szerint Melzi d’Erilnek, a kiváló szónoknak kellett volna meggyőznie a szenátorokat, hogy ne higgyenek I. Ferenc osztrák császár ígéreteiben. Lodi hercege azonban távolmaradt a Szenátus április 17-ei üléséről, köszvényes bántalmaira hivatkozva. A főváros, Milánó helyőrsége és polgárőrsége pedig a „murat-ista” Domenico Pino tábornok parancsnoksága alatt állt.

### Felkelés Milánóban
Április 17-én a Szenátus ülésén az elnöklő Venieri gróf felolvasta Melzi d’Eril dekrétumát a királyválasztási javaslatról. A szenátorok nem tudtak megegyezni, végül egy „puha” kompromisszumot fogadtak el. Delegációt indítottak a párizsi béketárgyalásokra, hogy egyezkedjék a győztesekkel. Egy másik delegáció, Carlo Verri vezetésével Melzi d’Erilhez, Lodi hercegéhez ment, aki – a király akadályoztatása és az alkirály távolléte esetén egyedül volt jogosult rendkívüli intézkedések megtételére. Felkérték, hívja össze az elektori testületeket, de a herceg elutasította őket.
A szenátusi vita április 20-án reggel félbeszakadt, mert tüntetők gyűltek össze a Szenátus palotája előtt. A tömeg, élén Federico Confalonieri szenátorral megtámadta a Szenátus palotáját, amelynek állandó őrséget korábban elvonták. A csőcselék áttörte a kis számú polgárőr láncát, és benyomult a Szenátus üléstermébe. A lázadók szószólójaként Confalonieri gróf azt követelte, hogy a Szenátus rendelje vissza a Párizsba küldött delegációt, és hívja össze a elektori testületeket. A követeléshez a polgárőrség tisztjei is csatlakoztak. A felizgatott tömeg feldúlta és kifosztotta a palotát, a szenátorok mellékajtókon át elmenekültek, maga Confalonieri szenátor Andrea Appiani festményéből kivágta Napóleon arcképét, és az ablakon át a tömeg közé hajította.
A helyzet elmérgesedett. Pino tábornok megtagadta az engedelmességet a szenátusnak. Carlo Verri riasztotta Melzi d’Erilt, hogy hagyja el Milánót, ő azonban úgy döntött, a városban marad. Házának védelmére a szenátus polgárőröket rendelt ki. A fosztogató csőcselék meglincselte a San Fedele templomba menekült Giuseppe Prina pénzügyminisztert, Melzi d’Eril terveinek támogatóját.
Ugyanezen a napon, április 20-án összeült a csonka elektori testület (700 elektorból mindössze 170 fő, javarészt Milánóból). Bár nem érték el a szavazatképességi küszöböt, megszavazták egy ideiglenes régenstanács létrehozását. A fegyveres erők főparancsnokává Pino tábornokot nevezték ki. Az alattvalókat feloldották a Napóleonnak (mint Itália királyának) tett hűségesküjük alól. Az osztrákbarát párt követelésének engedve visszarendelték a párizsi béketárgyalásokra küldött delegációt, szabadon engedték a francia irányvonallal szembenálló politikai foglyokat, amnesztiát adtak a katonaszökevényeknek (ennek következtében a Mantovánál állomásozó itáliai csapatoknál dezertálások kezdődtek). Végül az elektorok feloszlatták a Szenátust, az egyetlen legális, folyamatosan ülésező törvényhozó testületet.
Április 21-én Milánó város tanácsa – minden törvényes alap nélkül – az összeesküvés vezetőit kinevezte ki a héttagú régenstanács tagjaivá. A tanács azonnal követséget küldött Bellegarde tábornagyhoz azzal a kívánsággal, hogy csapataival vonuljon be Milánóba.
A független Itáliai Királyság terve elbukott. Maga Eugène de Beauharnais április 23-án Mantovában új fegyverszüneti egyezményt írt alá, amelyben 45 000 főnyi, fegyverben álló, intakt hadseregét Bellegarde-nak rendelte alá. A tisztek és tábornokok az alkirállyal tartottak. Április 25-én tábornokai bejelentették, hogy katonai államcsínyt hajtanak végre, és megtagadják Mantova és Peschiera erődrendszereinek feltétel nélküli átadását. Az alkirály azonban legitimnek ismerte el a milánói régenstanácsot, és lebeszélte őket az ellenállásról. A katonák harci szelleme lehanyatlott, a győzelme órájában elárult hadsereg teljesen demoralizálódott.

### Osztrák megszállás
1814. április 26-án Annibale Sommariva tábornok, osztrák császári főbiztos Bellegarde tábornagy nevében birtokba vette Lombardiát. Eugène de Beauharnais elhagyta Mantovát, és a Bajor Királyságba menekült, feleségének családjához.
Április 28-án egy 17 000 fős osztrák sereg elfoglalta Milánót. Domenico Pino tábornok fogadta őket, itáliai királyi lovasezredek élén, teljes katonai tiszteletadással. Május 8-án Bellegarde tábornagy is bevonult a városba. Május 25-én megszűntnek nyilvánította az Itáliai Királyságot, feloszlatta a régenstanácsot, ideiglenes katonai kormányzást vezetett be, és az itáliai osztrák tartományok teljhatalmú főbiztosaként birtokba vette a meghódított tartományokat uralkodója, I. Ferenc császár nevében. Őt magát június 12-én Lombardia főkormányzójává (Generalgouverneur) nevezték ki. Június 13-án megtiltotta a csapatoknak a háromszínű kokárda viselését, elbocsátotta az utolsó francia tiszteket is, helyükre osztrákokat állított. Decemberben ezeket az (olasz) csapatokat elindította az Osztrák Császárság távoli, Alpokon túli helyőrségei felé.
1815. március 30-án Bellegarde tábornagy arra kötelezte az Itáliai Királyság hadseregének olasz tisztjeit, hogy esküdjenek fel Ausztria császárának hűségére. Az ellenszegülőkre büntetés várt, sokan szökni kényszerültek, köztük Ugo Foscolo költő, aki Svájcon át Londonba menekült. Az áruló Domenico Pino tábornokot a császár altábornaggyá nevezte ki, és magas összegű nyugdíjat biztosított számára.

### A Lombard–Velencei Királyság születése
A bécsi kongresszus határozata alapján az „itáliai osztrák államokból” 1815. április 7-én megalakult az új Lombard–Velencei Királyság. I. Ferenc osztrák császár felvette a Lombardia és Velence királya címet.
1815 áprilisában Joachim Murat, Nápoly királya meg egy kísérletet tett Észak- és Közép-Itália „felszabadítására,” és az Itáliai Királyság intézményeinek helyreállítására. Hadserege azonban május 2–3-án súlyos vereséget szenvedett az osztrákoktól a tolentinói csatában. Murat visszaszorult saját királyságába, május 25-én azt is el kellett hagynia, Dél-Itáliában helyreállt a spanyol Bourbon-ház uralma (a Két Szicília Királysága).